# Безмозгис, Дэвид
Давид Безмозгис (род. 2 июня 1973) — канадский писатель и режиссёр, в настоящее время возглавляет Школу писателей Хамбер-колледжа.

## Биография

### Образование
Родился в Риге (Латвийская ССР), в еврейской семье, которая эмигрировала в Канаду, когда ему было шесть лет (1980). В семье говорили на русском и на идише.
Получил степень бакалавра английской литературы в Университете Макгилла, а позднее магистра искусств в Школе кино и телевидения Университета Южной Калифорнии. 

### Рассказы
Его рассказ «Наташа», первоначально опубликованный в Harper’s, был включен в сборник «Лучшие американские рассказы 2005 года». Рассказ «Поезд их отправления», опубликованный в августовском номере The New Yorker за 2010 год, был отрывком из его первого романа «Свободный мир», вышедшего 4 апреля 2011 года и получившего широкое признание. Рассказы «Тапка» и «Русская Ривьера» также были опубликованы в The New Yorker. Рассказы «Второй сильнейший человек» и «Новое надгробие для старой могилы» были опубликованы в Zoetrope All-Story. «Новое надгробие для старой могилы» также вошло в сборник «Лучшие американские рассказы 2006 года».
Рассказ «Миньян» был опубликован в зимнем выпуске журнала Prairie Fire за 2002 год и получил серебряную медаль Национальной премии журнала за художественную литературу 2003 года. Рассказ «Животное на память» также был опубликован в Vol. 5, № 2 (2002) журнала Paperplates. Рассказ «Рим, 1978» был опубликован в апрельском номере журнала The Walrus за 2011 год.
Сборник рассказов «Город иммигрантов» был опубликован в 2019 году.

### Романы
Первая опубликованная книга — «Наташа и другие рассказы» (2004). Рассказы из этого сборника впервые появились в The New Yorker, Harper’s и Zoetrope All-Story. Книга «Наташа и другие рассказы» была выбрана для включения в Canada Reads 2007, где её поддержал Стивен Пейдж. В 2013 году книга была опубликована на русском языке (изд-во «Текст» — «Книжники»).
Первый роман Безмозгиса «Свободный мир» (2011) был опубликован в 2011 году. Действие романа происходит в Италии в 1978 году, где живут еврейские беженцы из СССР, застрявшие на пути в США. Критики в Северной Америке и Европе предположили, что в этом романе Берзмозгис представил в виде вымышленных событий опыт, похожий на то, что описал другой еврейско-советский иммигрант Максим Шраер в своей книге «В ожидании Америки» (2007). Впоследствии книга была номинирована и включена в шорт-лист премии Гиллера, литературной премии генерал-губернатора за англоязычную художественную литературу, премии Amazon.ca за первый роман и премии генерал-губернатора.
Герой второго романа Безмозгиса «Предатели» (2014) — израильский министр, бывший диссидент, который приезжает в Крым (ещё украинский) и встречает человека, выдавшего его «органам» ради спасения родственника. Роман был опубликован в 2014 году издательством Little, Brown and Company.. Русский перевод романа опубликован в 2023 году.

### Фильмы

#### Короткометражные и документальные фильмы
В 1999 году, ещё будучи студентом Школы кинематографических искусств Университета Южной Калифорнии, Безмозгис поставил свой первый короткометражный 25-минутный документальный фильм по собственному сценарию под названием LA Mohel, получивший главную награду среди студентов-кинематографистов. В 2001 году Безмозгис написал сценарий и снял короткометражный фильм под названием «Бриллиантовый нос» (2001), в котором снялся Пол Либер. В 2003 году Безмозгис снял документальный фильм «Настоящая стажировка: первый судебный процесс» (2003) о системе найма стажеров-студентов-юристов, используемой канадскими юридическими фирмами.

#### Художественные фильмы
В 2008 году он поставил свой первый художественный фильм «День Виктории» (2009) по собственному сценарию. В фильме снялся Марк Рендалл в роли старшеклассника — хоккейной звезды, который столкнулся с проблемами взрослой жизни и ожиданиями своих русскоязычных родителей. Мировая премьера фильма также состоялась на кинофестивале «Сандэнс» в 2009 году, где он был номинирован на приз Большого жюри в категории «Мировое кино — драма». Он также был номинирован на премию Genie Awards 2010 в категории «Лучший сценарий». Фильм также был показан на Шанхайском международном кинофестивале, Московском международном кинофестивале, Международном кинофестивале в Хэмптонсе, Афинском международном кинофестивале, Сеульском международном молодёжном кинофестивале, Фестивале еврейского кино в Сан-Франциско и Фестивале еврейского кино в Торонто.
В 2015 году Безмозгис написал сценарий и снял свой второй художественный фильм «Наташа» (2015), основанный на одноимённом рассказе, отмеченном наградами. Главные роли в фильме сыграли Алекс Озеров и Саша Гордон. «Наташа» была выпущена в прокат в Канаде компанией Mongrel Films в году. В 2017 году фильм был номинирован на премию Canadian Screen Award за лучшую женскую роль (Гордон) и лучший адаптированный сценарий на 5th Canadian Screen Awards.
Безмозгис и Эрик Резерфорд написали в соавторстве сценарий к анимационному фильму «Шарлотта» 2021 года (о последних годах художницы Шарлотты Саломон, главную роль озвучила Кира Найтли), за который они были номинированы на премию Canadian Screen Award за лучший адаптированный сценарий на 10-й церемонии вручения наград Canadian Screen Awards в 2022 году и номинацию Гильдии писателей Канады за лучший полнометражный фильм на церемонии вручения наград Canadian Screen Awards. 26-я премия сценаристов WGC.

#### Телевидение
Безмозгис участвовал как сценарист-продюсер в 5-м и последнем сезоне сериала «Тёмное дитя», написав в 2017 году эпизод под названием «Тонкие запястья в наручниках».

## Избранные рассказы (в публичном доступе)
- An Animal to The Memory in paperplates (2002 — Vol. 5 No. 2)
- Tapka from The New Yorker (May 19, 2003)
- The Second Strongest Man from Zoetrope All-Story (Summer 2003 — Vol. 7 No. 2)
- Natasha in Harper's Magazine (May 2004)
- The Russian Riviera from The New Yorker (May 30, 2005)
- A New Gravestone for an Old Grave from Zoetrope All-Story (Summer 2005 — Vol. 7 No. 2)
- The Train of Their Departure from The New Yorker (August 9, 2010)
- Rome, 1978 from The Walrus (April 2011)

## Личная жизнь
Безмозгис живёт с женой, дочерью и собакой по кличке Муди.

## На русском языке
- Наташа и другие рассказы. М.: Книжники — Текст, 2013. — 176 с.
- Предатели (роман). М.: Книжники, 2023. — 288 с.